# Tratado de Fusão
O Tratado de Fusão ou Tratado de Bruxelas, de 8 de abril de 1965, foi um acordo firmado por seis países europeus (Alemanha, Bélgica, França, Italia, Luxemburgo e Países Baixos), estabelecendo um conselho único e uma comissão única para as três comunidades europeias — a Comunidade Econômica Europeia (CEE), a Comunidade Europeia do Carvão e do Aço e a Comissão Europeia da Energia Atómica (Euratom).
O tratado entrou em vigor em 1 de julho de 1967 e foi revogado pelo Tratado de Amesterdão. As três comunidades já compartilhavam a Corte de Justiça e o Parlamento. O tratado instituiu o Conselho das Comunidades Europeias e a Comissão Europeia, com orçamento unificado e sede em Bruxelas.